# 奥秋直人
奥秋 直人（おくあき なおと、1972年12月11日 - ）は、テレビユー福島のアナウンサー。

## 略歴・人物
- 大阪府生まれ。同じくアナウンサーである父の関係で、1975年に福島県郡山市へ転居。
- 福島大学教育学部卒業後の1996年、テレビユー福島入社（同期には畠淳子）。
- 実父は元福島中央テレビアナウンサーの奥秋和夫[1][2]。大学時代は同局でアルバイトしていた[3]。

## 現在の出演番組
- ステップ（2024年4月 - ）総合MC（金曜）
- TUFニュース（不定期）

## 過去の出演番組
入社当時は制作部所属のアナウンサーだったが、｢まるとく｣終了後の2006年4月に報道部へ異動となり、報道記者とアナウンサーを兼務している。一時期はアナウンサーとしての番組出演がない時期もあった。

- まるとく（1999年10月 - 2006年3月）メインMC
- イブニング・シックス（2005年10月 - 2006年10月 金曜キャスター、2008年3月 - 2009年3月 平日キャスター）
- THE NEWS-f（2009年4月 - 2010年3月）キャスター
- TUF NEWS LIVE スイッチ!（2010年4月 - 2015年3月）キャスター

途中から担当曜日が、全曜日から月曜・火曜のみに変更される。
- げっきんチェック（2015年4月 - 2017年3月）メインMC
- げっきんチェックMOVIE（2015年7月 - 2017年3月）
- Nスタふくしま（2019年4月 - 2024年3月）キャスター